# Georges Plaisance
Georges Plaisance né à Vesoul le 31 juillet 1910, mort à Dijon le 25 novembre 1998 est un agronome, docteur-ingénieur en écologie et ingénieur des Eaux et Forêts, auteur de nombreux ouvrages sur la forêt, le sol et les paysgaes.

## Biographie
Georges Plaisance est né au 2 avenue de la Gare à Vesoul.
Ce sont à ses vacances d'enfant à Bains-les-Bains, au cœur du massif forestier de la Vôge d'où sa famille est originaire, et aux longues promenades en forêt en compagnie de son père, que Georges Plaisance disait devoir sa passion de la forêt. Après des études secondaires au lycée d'Épinal puis au lycée Janson-de-Sailly à Paris.
Élève de l'Institut agronomique de Paris puis de l’École nationale des eaux et forêts de Nancy, il est diplômé Docteur-Ingénieur en écologie à la Faculté des Sciences de Dijon. 
Inspecteur des Eaux et Forêts à Ouagadougou, puis garde général à Batna, il rentre en métropole en 1940 et est affecté dans les Alpes-de-Haute-Provence, puis successivement à Dole, Dijon et Marseille. Il devient le premier directeur du Centre régional de la propriété forestière de Provence-Côte d'Azur-Corse.
À l'heure de la retraite, il s'installe à Dijon et se consacre à l'écriture, il publie 24 ouvrages et plus de 600 articles ; il en publie 70 entre 1961 et 1980 sur tous les aspects de la forêt : sylviculture, droit forestier, toponymie, histoire, faune, climatologie, protection des paysages, etc.
Son fils, Hugues Plaisance (né à Dôle le 3 septembre 1946 et mort à Vermenton) 1er juin 2015) est un artiste peintre.

## Hommages
- La Société de géographie lui décerne en 1991 un Grand Prix, pour l'ensemble de son œuvre.
- Un carrefour de la forêt de Chaux a été baptisé de son nom le 6 octobre 2000[4].